# Poyales
Poyales es una localidad española perteneciente al municipio de Enciso, en la comarca del Alto Cidacos de la comunidad autónoma de La Rioja. Se encuentra dentro de la Ruta de los Dinosaurios. 

## Geografía
La localidad se encuentra en la ladera norte del cerro Monjuán, en la sierra de la Ballenera, en el tramo medio del valle del barranco de Fuente de Abajo, afluente del río Cidacos, al que desemboca en la localidad de Enciso. 

## Historia

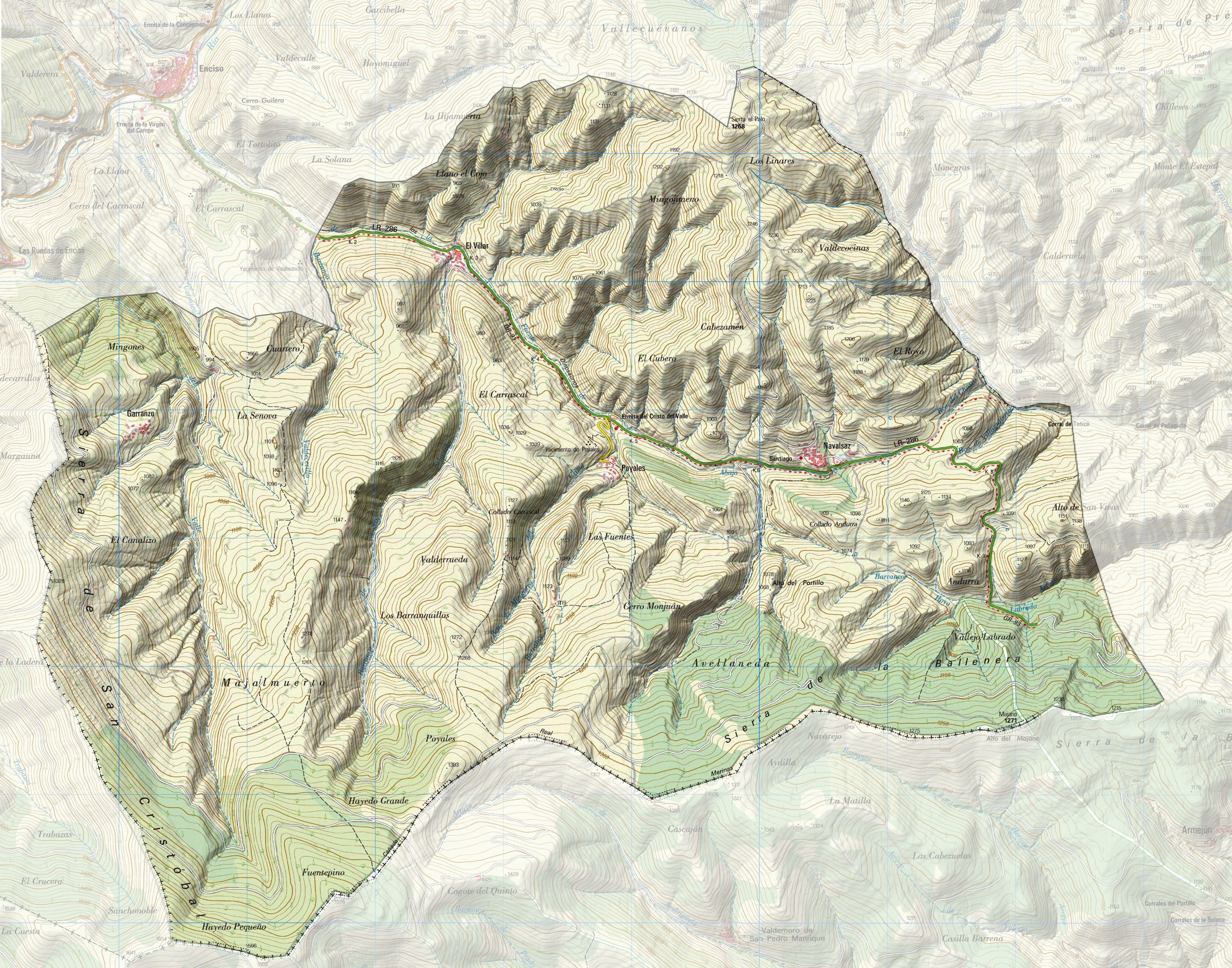
Antiguo término municipal de Poyales. Años 1842-1970.

Poyales pertenecía a la Tierra de Enciso. Fue uno de los concejos del Reino de Castilla que tuvo vigencia desde el siglo XII hasta el siglo XIX.
En 1749, en el Catastro de Ensenada, la localidad de Poyales aparece como una aldea de la villa de Enciso, que cuenta con una jurisdicción de 919 hectáreas y 81 vecinos (entre 300 y 400 habitantes). Pertenecía al Señorío del Duque de Medinaceli, y el Cabildo de la villa de Yanguas cobraba 420 reales para las Tercias Reales.
Después de 1822, con la nueva división provincial proyectada por Bauza y Larramendi queda incluida en la provincia de Logroño hasta un año después cuando la reforma administrativa queda anulada como consecuencia de una reacción absolutista de Fernando VII. En 1833 con la división provincial de  Javier de Burgos, Poyales vuelve a incluirse en la provincia de Logroño. En 1842 Poyales se separó del municipio de Enciso, junto con las aldeas de Garranzo, El Villar, y Navalsaz, formando concejo propio. 
A mediados del siglo XX, Poyales sufrió una gran perdida de población, debido a la migración masiva de la población rural hacia los centros urbanos (en el caso de Poyales: Arnedo, Calahorra, Logroño y Zaragoza), lo que implicó la reincorporación como aldea al ayuntamiento de Enciso. También hubo vecinos que migraron a América Latina, especialmente Chile.

## Demografía
| Gráfica de evolución demográfica de Poyales entre 1842 y 1970 |
| |
| Población de derecho según los censos de población del INE Población de hecho según los censos de población del INEEntre el censo de 1981 y el anterior, este municipio desaparece porque se integra en el municipio 26058 (Enciso) |

Evolución demográfica del antiguo municipio de Poyales durante los siglos XX y XXI. El censo entre 1842 y 1970 incluye la población de las aldeas de Garranzo, El Villar y Navalsaz. Desde 1970 sólo incluye la localidad de Poyales.
| Gráfica de evolución demográfica de Poyales entre 1842 y 2011                                            |
| |
| Población de derecho según los censos de población del INE. Población según el padrón municipal de 2017. |

La localidad quedó despoblada en la década de 1970, causada por una fuerte emigración durante los años 1960 hacia las ciudades cercanas en busca de una mejor calidad de vida. Esta emigración se venía produciendo desde los años 1920 por la decadencia industrial de Enciso y Munilla, que arrastró con ellas a todas sus aldeas, ya que dependían comercialmente de estas localidades.
En 2005, una mujer llamada María Sánchez, fue pionera en el proceso de repoblación de este pequeño pueblo que quedó abandonado en los años 1970, rehabilitando una casa de más de trescientos años de antigüedad. De esta casa hizo un alojamiento turístico que está funcionando hasta la fecha. Casa rural "La Casa del Valle Encantado" ha contribuido de manera importante en la evolución turística y económica del valle de Poyales y alrededores ya que, posteriormente se han construidos otros alojamientos cercanos y se han rehabilitado casas para uso vacacional.
Poyales contaba a 1 de enero de 2010 con una población de 10 habitantes, 5 hombres y 5 mujeres. En esta tabla se ve la evolución demográfica de Poyales durante el siglo XXI
| Gráfica de evolución demográfica de Poyales entre 2000 y 2015                                    |
|                                                                                                  |
| Población de derecho (2000-2010) según los censos de población del INE a 1 de enero de cada año. |

## Comunicaciones
El principal acceso a la aldea de Poyales es la carretera LR-286 que comunica Enciso con Cornago, de la que parte un pequeño ramal que conduce a esta localidad.

## Naturaleza
El mayor valor de Poyales, es su situación en un entorno natural en proceso de recuperación. La sobreexplotación del terreno como pastos, tuvo como consecuencia la desaparición del bosque seco mediterráneo característico de esta zona. La vegetación vuelve a aparecer allá donde la presión del pastoreo va desapareciendo. 
La  geología  predominante  está  constituida  por:  calizas,  margas,  arcillas  y  areniscas  del  jurásico,  y conglomerados o cuarzarenitas del jurásico. 
Los  principales  tipos  de  vegetación  y  usos  del  suelo presentes  son:  formaciones de  matorrales  esclerófilos mediterráneos poco densa) y, en menor proporción, por matorral boscoso de coníferas.
La aldea de Poyales está ubicada dentro de un área clasificada como: 
- Reserva de la biosfera de los valles Leza, Jubera y Cidacos.[8]
- Destino Starlight (cielos limpios, que permiten observar las estrellas).[9]

## Lugares de interés
Poyales alberga un casco urbano construido en arquitectura típica local. El casco urbano está situado junto al arroyo del Cristo, que muere en el arroyo Bacirbe.

### Edificios religiosos

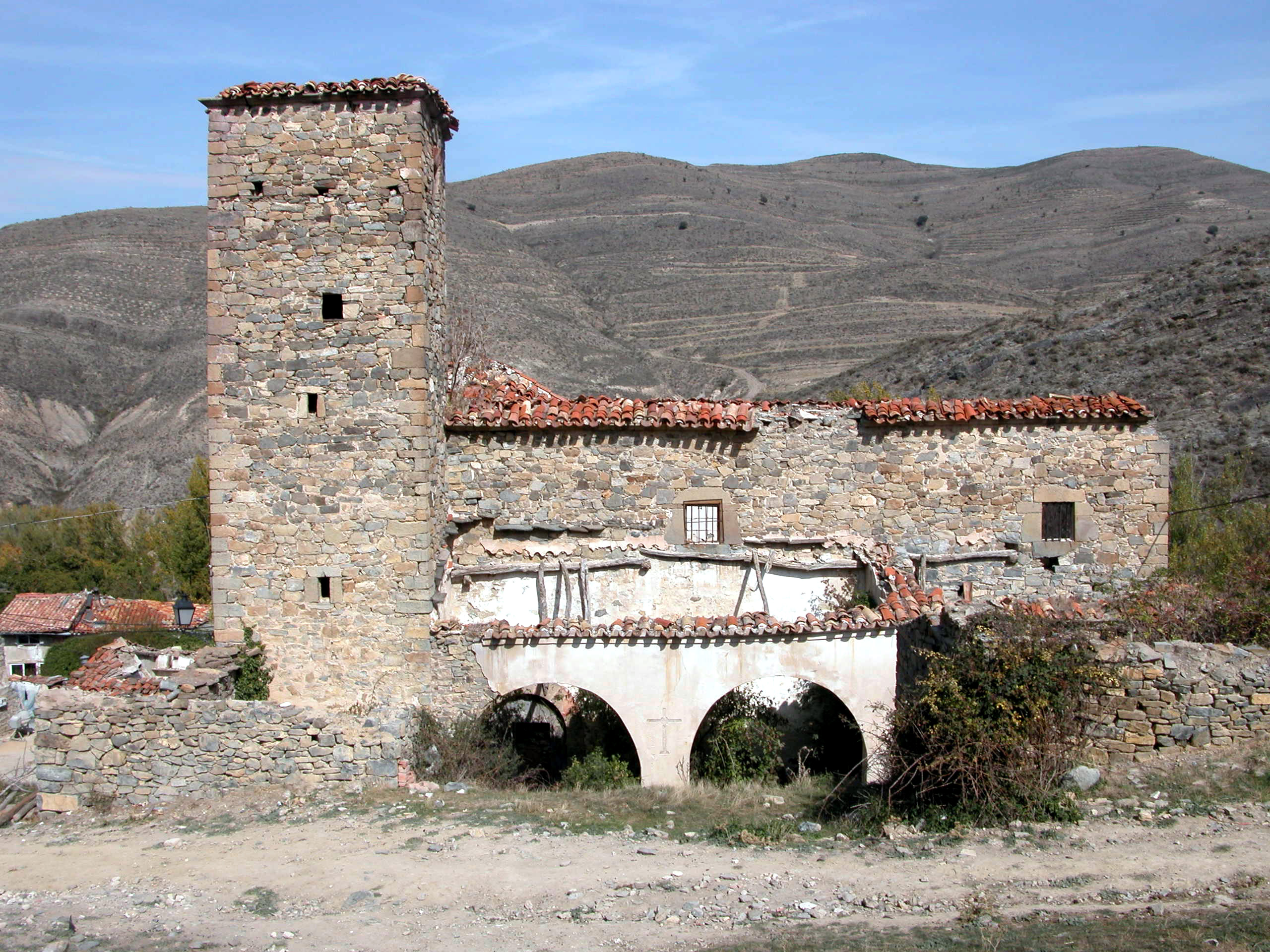
Ruinas de la iglesia de la Concepción

- Iglesia de Nuestra Señora de la Concepción (siglos XVI-XVII). En ruinas.
- Ermita del Cristo del Valle. En ruinas.

### Yacimientos de icnitas (huellas de dinosaurios)
- Yacimiento de Poyales. Situado en la carretera de Enciso a Navalsaz. Incluido dentro del circuito " La Ruta de las Icnitas".

### Rutas de senderismo y lugares de esparcimiento
- Sendero false (enlace roto disponible en Internet Archive; véase el historial, la primera versión y la última).
- Merendero del Cristo: junto a la ermita del Cristo y el arroyo Bacirbe, en la carretera LR-286.